# رته بامه
رِتِه بامِه یا رِتا بامِه، دختر گئوبروه و همسر نخست داریوش بزرگ بود. پیش از اینکه داریوش اول به تخت سلطنت بنشیند با رته بامه ازدواج کرد و پس از رسیدن به پادشاهی با دیگر همسرانش برای مشروعیت بخشیدن به سلطنت خویش وصلت نمود. رته بامه پیش از به تخت نشستن داریوش بزرگ، سه پسر از جمله ارته برزن و آریابیگنه برای او زاده بود که هر سه از خشایارشا بزرگتر بودند؛ ولی به دلیل نداشتن نسب خونی با کوروش بزرگ جانشین پدر نشدند. رته بامه، همچنین خواهر مردونیه ، یکی از فرماندهان دوران داریوش اول و خشایارشا که داماد داریوش بزرگ(از طریق ازدواج با دخترش ارته زوستر) هم محسوب می شد، نیز بود.